# Migues
Migues è un comune dell'Uruguay, situato nel Dipartimento di Canelones.